# ナンベイレンカク
ナンベイレンカク（南米蓮鶴、学名：Jacana jacana）は、チドリ目レンカク科に分類される鳥類の一種。

## 分布
パナマ、アルゼンチン中部、トリニダード島。

## 形態
全長約20-23センチメートル。ナンベイレンカクは雄よりも雌が体が大きく優位である。顔には派手な赤い肉垂を持つ。

## 生態
鳥類では珍しい一妻多夫で繁殖する。抱卵および雛の世話はオスが行い、メスはオスを確保するために他のメスの卵を割ることがある。

## 亜種
- J.j.jacana
- J.j.hypomelana